# Coude (géographie)
Pour les articles homonymes, voir Coude (homonymie).
Un coude est un virage dans le cours d'une rivière qui ensuite change de direction (par environ 90 degrés). Il est différent d'une courbe (un virage seul sans changer la direction générale avant ou après) ou d'un méandre (rivière avec un cours sinueux).
Il y a beaucoup de coudes sur les grands fleuves d'Europe :
- le coude du Rhin à Bâle, Suisse, le plus important coude de fleuve - autres coudes existent en Allemagne à Wiesbaden et Bingen
- le coude du Danube à Vác, Hongrie
- le coude de la Volga à Volgograd, Russie
- le coude du Rhône à Martigny, Suisse
- le coude de la rivière Petitcodiac à Moncton, Nouveau-Brunswick

Il y a d'autres virages appelées « coude » bien qu'il n'en soient pas, mais des virages seules ou une partie d'un méandre, p.e. le coude de l'Elbe (Königstein) ou le coude de la Vltava (Prague).